# Pachydissus
Pachydissus is een kevergeslacht uit de familie van de boktorren (Cerambycidae). De wetenschappelijke naam van het geslacht werd voor het eerst geldig gepubliceerd in 1838 door Newman.

## Soorten
Pachydissus omvat de volgende soorten:
- Pachydissus grossepunctatus Gressitt & Rondon, 1970
- Pachydissus semiplicatus Pic, 1926
- Pachydissus aquilus (Olliff, 1889)
- Pachydissus argentatus Pic, 1923
- Pachydissus aspericollis Fairmaire, 1887
- Pachydissus aurivillianus (Distant, 1904)
- Pachydissus australasiae (Hope, 1842)
- Pachydissus birmanicus Gardner, 1926
- Pachydissus boops Blackburn, 1890
- Pachydissus camerunicus Aurivillius, 1907
- Pachydissus curvivittatus Adlbauer, 2002
- Pachydissus elegans Nonfried, 1895
- Pachydissus evounai Haller & Vitali, 2010
- Pachydissus foveiscapus Holzschuh, 2011
- Pachydissus furcifer Jordan, 1894
- Pachydissus furvus (Fåhraeus, 1872)
- Pachydissus garnieri Adlbauer, 2002
- Pachydissus hector Kolbe, 1893
- Pachydissus intermedius Gahan, 1891
- Pachydissus magnus McKeown, 1940
- Pachydissus mulsanti (Montrouzier, 1855)
- Pachydissus natalensis (White, 1853)
- Pachydissus nubilus (Pascoe, 1863)
- Pachydissus papuanus Gressitt, 1959
- Pachydissus parvicollis Gahan, 1891
- Pachydissus patricius Holzschuh, 1991
- Pachydissus philemon Adlbauer, 2002
- Pachydissus picipennis (Germar, 1848)
- Pachydissus probatus Gahan, 1893
- Pachydissus regius Aurivillius, 1907
- Pachydissus rugosicollis Gahan, 1891
- Pachydissus samai Adlbauer, 2000
- Pachydissus schmutzenhoferi Holzschuh, 1990
- Pachydissus schoenigi Hintz, 1910
- Pachydissus sericus Newman, 1838
- Pachydissus subauratus (Gahan, 1890)
- Pachydissus sweersensis McKeown, 1940
- Pachydissus tatei Blackburn, 1890
- Pachydissus thibetanus Pic, 1946
- Pachydissus titan Aurivillius, 1916
- Pachydissus vicarius Aurivillius, 1907
- Pachydissus vicinus Corinta-Ferreira, 1957